# Jacques Berger (biologiste)
Pour les articles homonymes, voir Jacques Berger et Berger (homonymie).
 (août 2024).
Si vous disposez d'ouvrages ou d'articles de référence ou si vous connaissez des sites web de qualité traitant du thème abordé ici, merci de compléter l'article en donnant les références utiles à sa vérifiabilité et en les liant à la section « Notes et références ».
Jacques Berger, né en 1934 à New York et mort le 21 mars 1995, est un ciliatologiste américain.

## Biographie
Jacques Berger naît de parents suisses.

### Éducation
Jacques Berger soutient sa thèse The Morphology, Systematics and Biology of the Entocommensal Ciliates Ofeechinoids à l'Université de l'Illinois à Urbana-Champaign en 1964. Son directeur de thèse est John Corliss.

## Publications
- (en) Jacques Berger et Jesse C. Thompson, « Paranophrys marina n. g., n. sp., a New Ciliate Associated with a Hydroid from the Northeast Pacific (Ciliata: Hymenostomatida) », Journal of Protozoology, vol. 12, no 4,‎ 1965, p. 527-531 (DOI 10.1111/J.1550-7408.1965.TB03252.X)

## Hommages
- (en) John O. Corliss, « Ciliatologist Extraordinaire », Journal of Protozoology, vol. 39, no 1,‎ janvier 1992, p. 1-3 (PMID 1560414, DOI 10.1111/j.1550-7408.1992.tb01276.x, lire en ligne )
- (en) « In Memoriam: Jacques Berger (1934–1995) », Journal of Eukaryotic Microbiology,‎ 1er novembre 1995 (DOI 10.1111/j.1550-7408.1995.tb01630.x)